# Cryptochironomus rectus
Cryptochironomus rectus är en tvåvingeart som beskrevs av Oksana V. Zorina 2000. Cryptochironomus rectus ingår i släktet Cryptochironomus och familjen fjädermyggor. Inga underarter finns listade i Catalogue of Life.